# Hans-Joachim Stuck
Pour les articles homonymes, voir Stuck.
Ne doit pas être confondu avec son père Hans Stuck

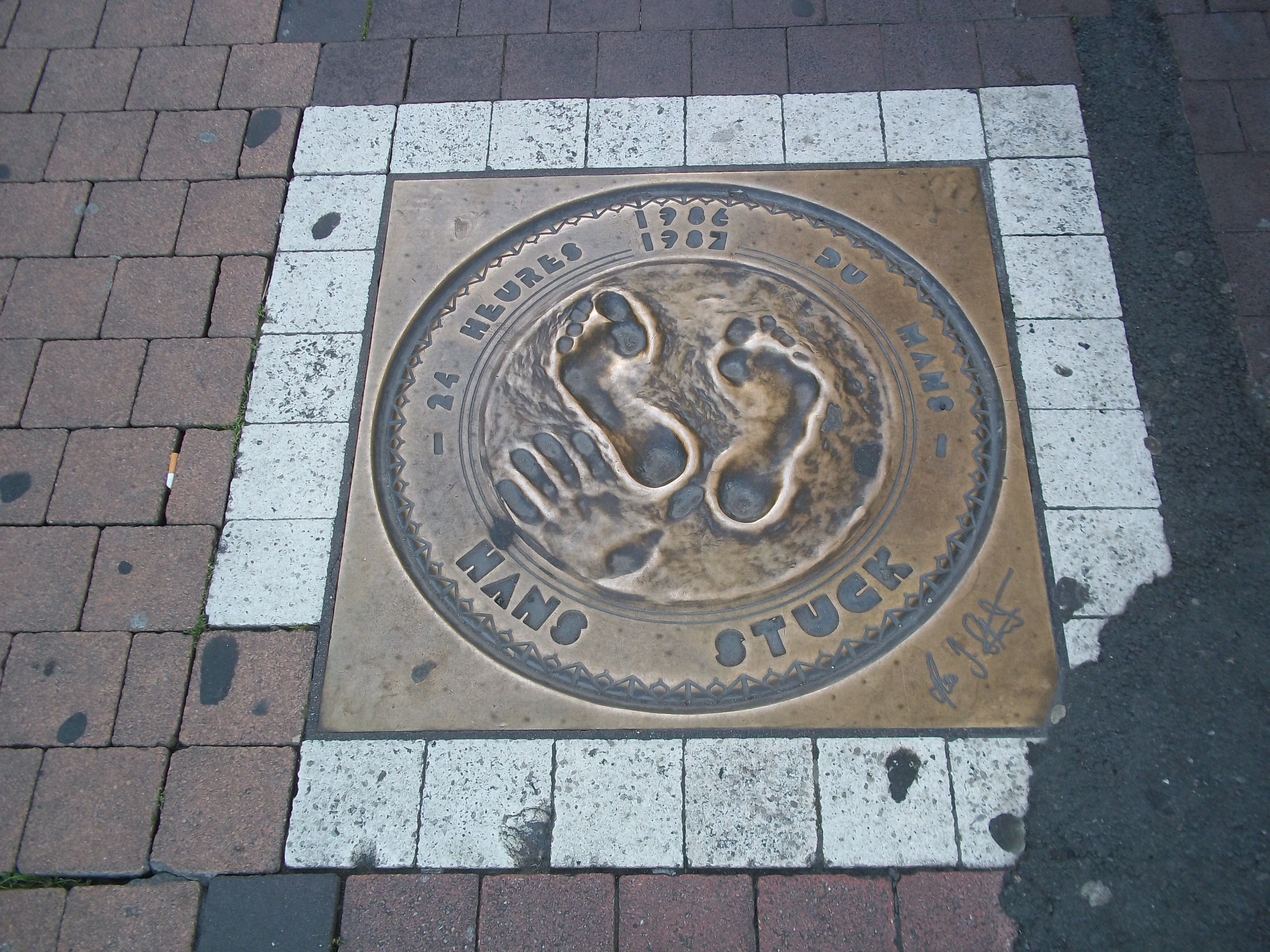
Plaque bronze des empreintes de H.Stuck, Pilote vainqueur des éditions 1986-87 des 24 heures du Mans

Hans-Joachim Stuck est un pilote automobile allemand né le 1er janvier 1951 à Grainau en Allemagne de l'Ouest. Il est le fils de Hans Stuck, l'un des plus célèbres pilotes allemands d'avant-guerre.

## Biographie

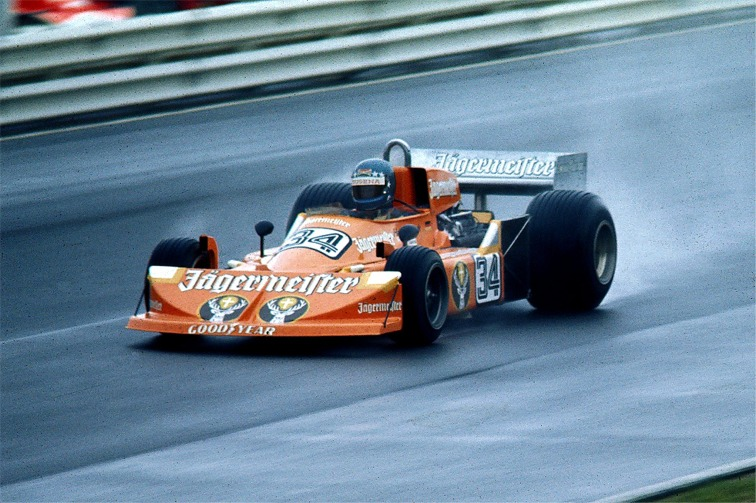
Stuck au volant d'une March sur le Nürburgring au Grand Prix d'Allemagne 1976.

Brillant pilote en voiture de Tourisme (vainqueur du premier championnat DRM en 1972 -9 succès-, puis vice-champion en 1985 pour sa dernière année d'existence -4 victoires-) mais également en Formule 2 (vice-champion d'Europe 1974, en gagnant notamment à Rouen-les-Essarts), Hans-Joachim Stuck accède à la Formule 1 en 1974 au sein de l'écurie March. Mais au cours d'une carrière qui durera jusqu'en 1979 Stuck ne se mettra jamais véritablement en valeur, la faute en partie à un physique (il mesure 1,94 mètre) peu adapté à la compétition en monoplace.
C'est en 1977 que, appelé par Brabham en remplacement du malheureux José Carlos Pace, Stuck parvient à se mettre le plus en évidence. Mais sa spectaculaire prestation sous la pluie de Watkins Glen en fin de saison s'achève par une sortie de piste alors qu'il est en tête. Remplacé l'année suivante par Niki Lauda, Stuck trouve refuge chez Shadow en perte de vitesse. Il ne retrouvera plus jamais une voiture capable de jouer les premiers rôles.
En 1979, Stuck participe, en parallèle avec la Formule 1, au championnat BMW M1 Procar. Il termine la première saison de ce championnat à la deuxième place derrière Niki Lauda en ayant remporté deux victoires. L'année suivante, il remporte deux victoires supplémentaires ce qui lui permet d'obtenir la troisième place au classement final.
À l'issue de sa carrière en Formule 1 en 1979, Stuck retrouve les épreuves de Tourisme et d'Endurance et devient l'un des meilleurs pilotes de la spécialité. Il remporte ainsi à deux reprises les 24 Heures du Mans, en 1986 et 1987, ainsi que le Championnat du monde des voitures de sport en 1985 et 1986 (associé à Derek Bell), la Supercoupe en 1986 et 1987, et le championnat DTM en 1990.
Plus ou moins retiré du sport automobile depuis la fin des années 1990, Stuck est consultant du groupe Volkswagen pour le sport automobile. Stuck reprend parfois le volant, comme à l'occasion des 24 heures du Nürburgring, ou plus récemment de la manche inaugurale du Grand Prix Masters. En août 2010, Hans-Joachim Stuck a été hospitalisé après la découverte d'un hématome au cerveau à la suite d'un accident sur le Nürburgring. Opéré avec succès, le pilote allemand a pu quitter l'hôpital.
Il est le pilote allemand comptant le plus de participations, 19, aux 24 Heures du Mans devant Jürgen Lässig (16). Il en détient le record du tour (251,815 km/h), établi lors de l'édition 1985.

## Résultats en championnat du monde de Formule 1
| Saison | Écurie                                     | Châssis    | Moteur                         | Pneus    | GP disputés | Points inscrits | Classement |
| ------ | ------------------------------------------ | ---------- | ------------------------------ | -------- | ----------- | --------------- | ---------- |
| 1974   | March Engineering                          | 741        | Cosworth V8                    | Goodyear | 12          | 5               | 16e        |
| 1975   | Lavazza March                              | 751        | Cosworth V8                    | Goodyear | 5           | 0               | Nc.        |
| 1976   | March Engineering                          | 761        | Cosworth V8                    | Goodyear | 16          | 8               | 13e        |
| 1977   | Team Rothmans International Martini Racing | 761B BT45B | Cosworth V8 Alfa Romeo Flat-12 | Goodyear | 15          | 12              | 11e        |
| 1978   | Shadow Racing Team                         | DN8 DN9    | Cosworth V8                    | Goodyear | 14          | 2               | 18e        |
| 1979   | ATS wheels                                 | D2 D3      | Cosworth V8                    | Goodyear | 12          | 2               | 19e        |

## Victoires en endurance

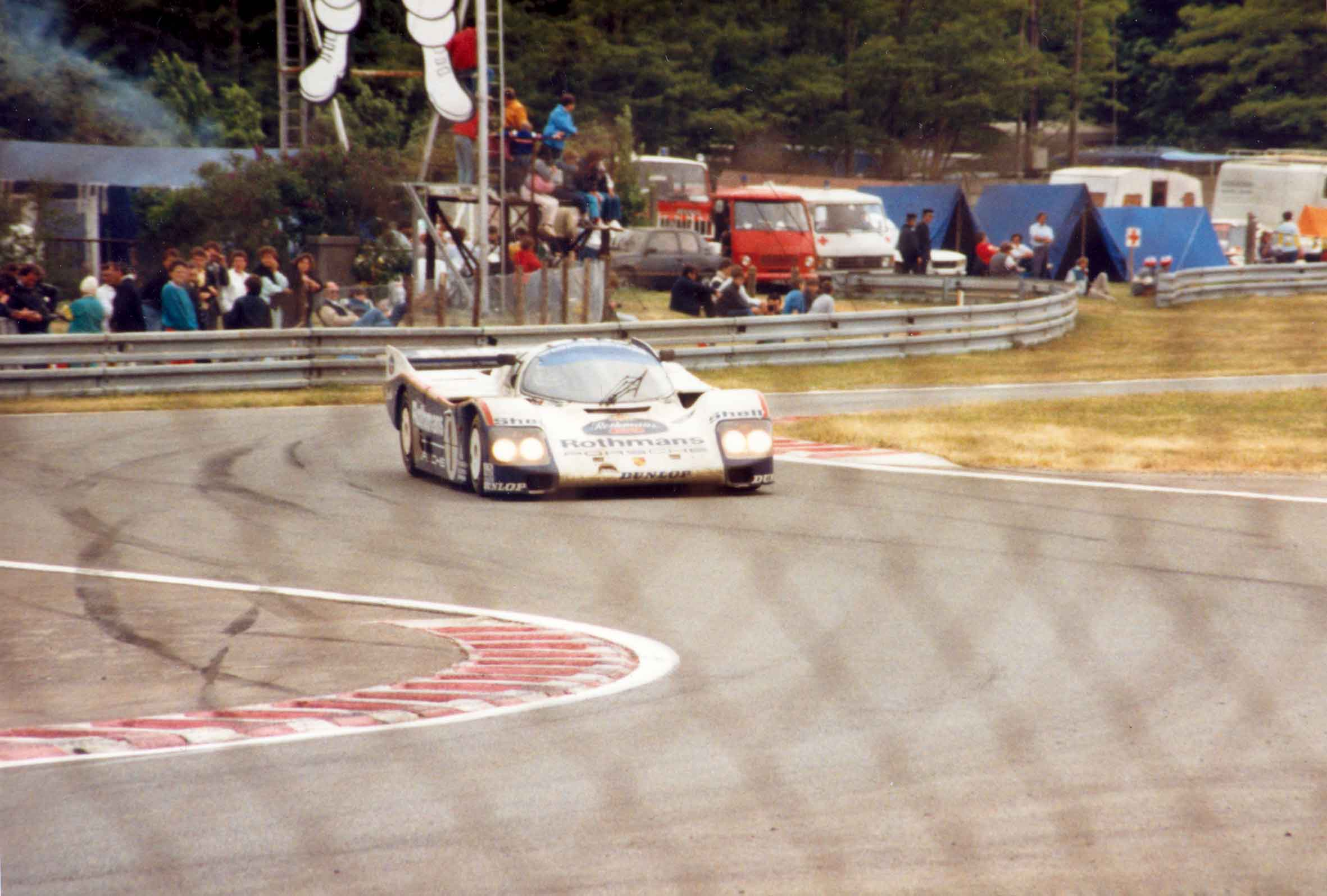
La Porsche 962C victorieuse des 24 Heures du Mans 1986.

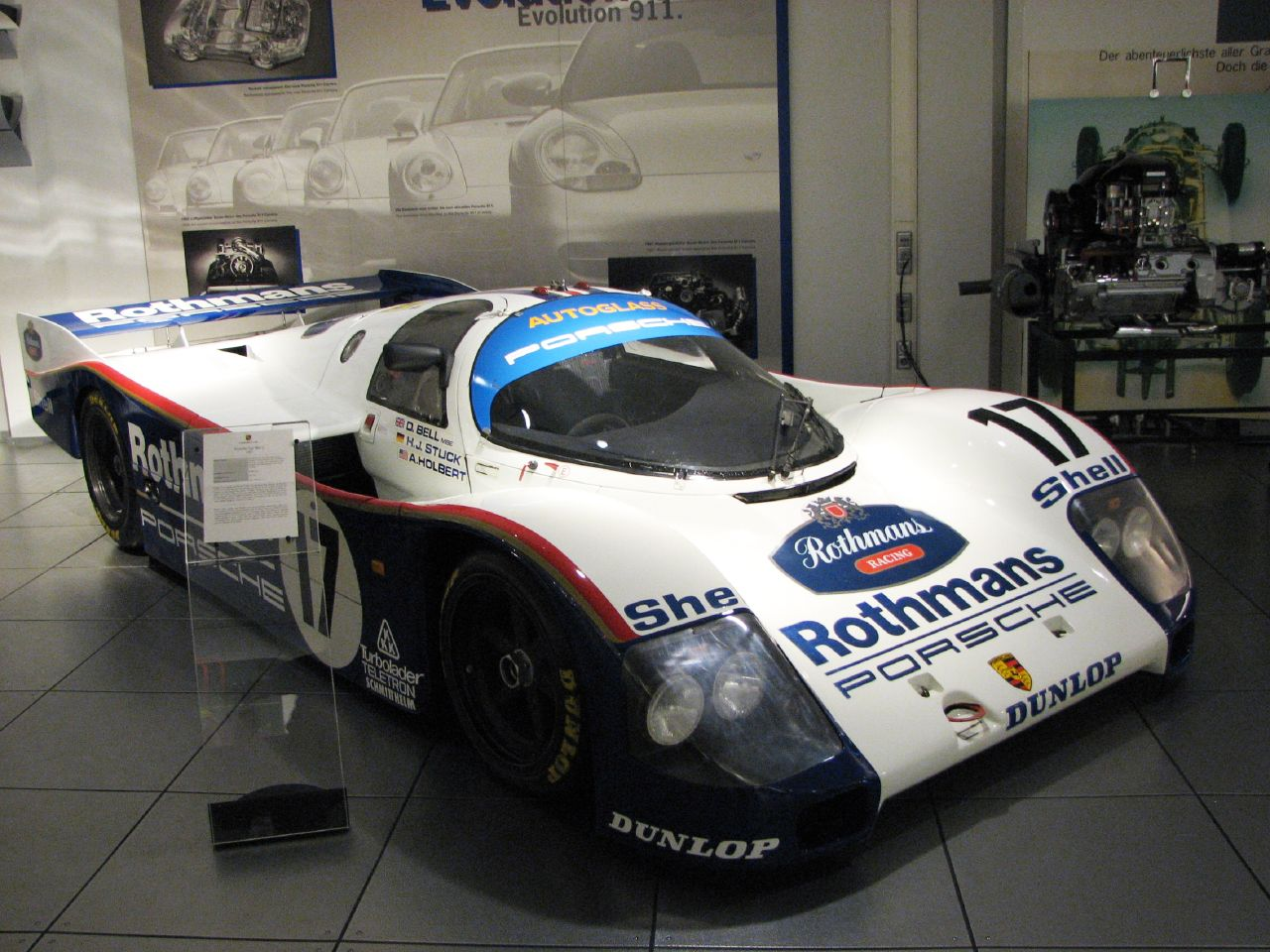
La Porsche 962C victorieuse des 24 Heures du Mans 1987.

- 24 Heures du Nürburgring 1970 (1re édition)
- 24 Heures de Spa 1972
- 6 Heures du Nürburgring 1973 en Tourisme (ETCC et DARM)
- 1 000 km de Kyalami en Division 2 1975
- 6 Heures de Riverside 1975
- 12 Heures de Sebring en 1975, 1986 et en 1988
- 1 000 kilomètres d'Imola en 1984
- 1 000 kilomètres d'Hockenheim en 1985
- 1 000 kilomètres de Mosport en 1985
- 1 000 kilomètres de Brands Hatch en 1985
- 360 kilomètres de Monza en 1986
- 24 Heures du Mans 1986 et 1987
- 24 Heures du Mans catégorie catégorie GT1 1996
- 24 Heures du Nürburgring Nordschleife 2004
- 24 Heures de Dubaï 2006 (A5)
- 24 Heures du Nürburgring catégorie SP6 2007
- 24 Heures du Nürburgring catégorie SP3T 2008

### Résultats aux 24 heures du Mans
| Années | Châssis                        | Écuries                        | Coéquipiers                         | Résultats |
| ------ | ------------------------------ | ------------------------------ | ----------------------------------- | --------- |
| 1972   | Ford Capri 2600 RS             | Ford Deutschland               | Jochen Mass                         | Abandon   |
| 1973   | BMW 3.0 CSL                    | BMW Motorsport                 | Chris Amon                          | Abandon   |
| 1980   | BMW M1                         | BMW Motorsport                 | Dominique Lacaud/Hans-Georg Bürger  | 15e       |
| 1981   | BMW M1                         | BASF Team GS Tuning            | Jean-Pierre Jarier/Helmut Henzler   | Abandon   |
| 1982   | Sauber SHS C6                  | BASF Team GS Tuning            | Jean-Louis Schlesser/Dieter Quester | Abandon   |
| 1985   | Porsche 962C                   | Rothmans Porsche               | Derek Bell                          | 3e        |
| 1986   | Porsche 962C                   | Rothmans Porsche               | Derek Bell/Al Holbert               | Vainqueur |
| 1987   | Porsche 962C                   | Rothmans Porsche AG            | Al Holbert/Derek Bell               | Vainqueur |
| 1988   | Porsche 962C                   | Porsche AG                     | Derek Bell/Klaus Ludwig             | 2e        |
| 1989   | Porsche 962C                   | Joest Racing                   | Bob Wollek                          | 3e        |
| 1990   | Porsche 962C                   | Joest Racing                   | Derek Bell/Frank Jelinski           | 4e        |
| 1991   | Porsche 962C                   | Konrad Motorsport Joest Racing | Frank Jelinski/Derek Bell           | 7e        |
| 1993   | Porsche Turbo Le Mans Speciale | Le Mans Porsche Team           | Hurley Haywood/Walter Röhrl         | Abandon   |
| 1994   | Dauer Porsche 962 LM           | Le Mans Porsche Team           | Thierry Boutsen/Danny Sullivan      | 3e        |
| 1995   | Kremer Porsche K8              | Kremer Racing                  | Christophe Bouchut/Thierry Boutsen  | 6e        |
| 1996   | Porsche 911 GT1                | Porsche AG                     | Bob Wollek/Thierry Boutsen          | 2e        |
| 1997   | Porsche 911 GT1                | Porsche AG                     | Bob Wollek/Thierry Boutsen          | Abandon   |
| 1998   | BMW V12 LMR                    | Team BMW Motorsport            | Tom Kristensen/Steve Soper          | Abandon   |